# Museo de Arte Contemporáneo (Palencia)
El Museo de Arte Contemporáneo de Palencia - Fundación Díaz Caneja es uno de los principales museos de la ciudad de Palencia. Alberga la donación de obras de Juan Manuel Díaz-Caneja, hecha por su viuda Isabel Fernández Almansa y el propio pintor. Se inauguró en 1995, coincidiendo con el séptimo aniversario de la muerte del artista.

## Colección
La colección del museo se basa en 119 cuadros de Juan Manuel Díaz Caneja, con representación de todas sus épocas, desde sus primeras obras, de la década de 1920, hasta obras realizadas el año de su muerte. El período mejor representado es el de sus últimas obras, en la década de 1980. Los años setenta cuentan también con una amplia representación, de más de una veintena de lienzos. Del resto de épocas se conservan 10 cuadros de los años sesenta y otros 10 de los cincuenta. Del resto de etapas artísticas de Caneja, y sobre todo de su etapa de formación, el número de obras es más limitado. 
El museo exhibe principalmente paisajes, el género predilecto del pintor, aunque posee también retratos, naturalezas muertas, composiciones abstractas y escenas de la vida cotidiana. El museo también cuenta con un caballete, paletas y otros utensilios que utilizó Díaz Caneja en vida; y conserva algunas de las obras más conocidas del artista palentino, como Mujer peinándose, El farol, Iban a comunicar, La Era, Desnudo sentado, El desayuno del obispo o La fábrica de harinas.

## Actividades, biblioteca y exposiciones
El museo, con sede en la antigua Casa de Cultura municipal, posee una sala de exposiciones temporales, un auditorio y una importante biblioteca especializada en arte contemporáneo e historia del arte. En la biblioteca también se conservan manuscritos y fotografías originales del artista.
La fundación ha organizado numerosas exposiciones, principalmente aunque no solo, de arte contemporáneo y artistas relacionados con Palencia y el mundo rural. Así, por ejemplo, las dedicadas a Manuel Viola, Águeda de la Pisa, Dau al Set o Victorio Macho. También promueve iniciativas que rebasan el marco de la propia institución e implican al conjunto de la ciudad, como creación de murales de Arte Urbano, residencias de artistas, conferencias y ciclos de películas y vídeos relacionados con la creación contemporánea. 